# Ood Serrière
Pour les articles homonymes, voir Serrière (homonymie).
 (octobre 2018).
Ood Serrière est une illustratrice, une dessinatrice et une coloriste française de bandes dessinées née le 26 septembre 1981 à Schiltigheim.

## Biographie
Aude Serrière poursuit des études d'architecture avant de se lancer dans la bande dessinée. Sous le pseudonyme d'Ood Serrière, elle débute en 2006 sa carrière en participant à plusieurs portfolio (Fées et dragons édité par l'association Idées +, Les Sirènes, dans la collection Soleil Celtic) et à des albums collectifs (Artbook Dragons, Drakaina Fantasy of Desires, pour les éditions Spootnik) en qualité d'illustratrice ou de coloriste. Sa première bande dessinée, une histoire courte en trois pages, est publiée en juin 2008 dans le journal Lanfeust mag. Elle fournit par ailleurs des illustrations pour le magazine Cheval girl.
En 2009, elle participe à l'album collectif Sweety Sorcellery, publié par les éditions Soleil, où elle assure le fil conducteur des différentes histoires. En octobre 2010 elle sort Manta Oro premier tome de la série Thalulaa, scénarisée par Crisse et en avril 2011, toujours chez Soleil, Citadine, sur un scénario de Jactance.
Elle contribue enfin aux albums collectifs d'illustrations Les Filles de Soleil numéros 15 (2010), 16 (2011), 17 (2012) et 18 (2013).

## Œuvres
- 2008 Artbook Dragons- vol. 1, collectif, éditions Spootnik,  (ISBN 978-2-917318-02-7)
- 2008 Drakaina, Fantasy of Desires, collectif, éditions Spootnik,  (ISBN 978-2-917318-04-1)
- 2008 Les Enfants de le Chimère, collectif, éditions Spootnik,
- 2009 Sweety Sorcellery - T.1 : Le cœur d'Aï-Lynn, Audrey Alwett (scénario), Ood Serrière, Aurore, Kmixe, Sivestro Nicolavici, Kappou (dessin), Ciryl Vincent, Aurore, Andres Mossa, Kappou, Yellowhale Studio (couleurs), éditions Soleil,  (ISBN 978-2-302-00769-7)
- 2010 Thalulaa - T.1 : Manta Oro, Crisse (scénario), Ood Serrière (dessin), Bruno Stambecco (couleurs),
- 2011 Citadine, Jactance (scénario), Ood Serrière (dessin), éditions Soleil,  (ISBN 978-2-302-01710-8)
- 2013 Thalulaa - T.2 : Alizées temporelles, Crisse (scénario), Ood Serrière (dessin), Bruno Stambecco (couleurs), éditions Soleil